# Ibn an-Nadim
Abu-l-Fàraj Muhàmmad ibn Ishaq an-Nadim al-Mutazilí (àrab: أبو الفرج محمد بن إسحاق النديم المعتزلي, Abū l-Faraj Muḥammad b. Isḥāq an-Nadīm al-Muʿtazilī), més conegut simplement com a Ibn an-Nadim (m. el 995?), va ser un historiador i bibliotecari persa famós per l'edició del Kitab al-Fíhrist, un catàleg de tots els llibres coneguts en àrab del moment. Cal·lígraf de professió, tenia com a objectiu reunir tota la saviesa del món en una biblioteca universal a Bagdad. Agrupats per matèries, apuntava el títol dels llibres que havia vist, que tenia o dels quals comptava amb referències fiables de cara a futures adquisicions. Els epígrafs principals del catàleg són: textos religiosos monoteistes, lingüística, història i biografies, poesia, teologia, llei musulmana, filosofia, llegendes i màgia, religions orientals i alquímia.